# 성주 옥천서원
성주 옥천서원(星州 玉川書院)은 대한민국 경상북도 성주군 용암면에 소재한 서원이다. 2009년 7월 6일 경상북도의 기념물 제162호로 지정되었다.